# Coroner (série télévisée)
Pour les articles homonymes, voir Coroner.
Coroner est une série télévisée canadienne en 38 épisodes de 42 minutes créée par Morwyn Brebner, diffusée entre le 7 janvier 2019 et le 7 avril 2022 sur le réseau CBC. Elle est aussi diffusée aux États-Unis depuis le 5 août 2020 sur le réseau The CW.
Au Québec, la série est diffusée depuis le 27 juin 2019 sur AddikTV, et en France depuis [Quand ?] sur 13e rue. Elle reste inédite dans les autres pays francophones.

## Synopsis
Jenny Cooper, ex-urgentiste, est nouvelle médecin légiste à Toronto au Canada.
Elle est mère d'un adolescent nommé Ross et devenue veuve récemment.
Depuis la disparition de son mari, elle souffre d'anxiété et ressent un besoin irrépressible d'aider les morts. C'est ainsi qu'elle enquête sur des morts suspectes avec l'aide de l'inspecteur Donovan McAvoy, de la section policière des homicides. Animée d'un profond désir de vérité, elle s'entête, quitte à bousculer les gens.

## Distribution

### Acteurs principaux
- Serinda Swan (VF : Marion Valantine ; VQ : Catherine Proulx-Lemay) : Jenny Cooper
- Roger Cross (VF : Paul Borne ; VQ : Fayolle Jean Jr.) : Donovan « Mac » McAvoy
- Alli Chung (VF : Kahina Tagherset ; VQ : Kim Jalabert) : Taylor Kim (saison 1)
- Andy McQueen (en) (VF : Jean-Philippe Pertuit ; VQ : Gabriel Lessard) : Malik Abed
- Éric Bruneau (VF : Marc Arnaud ; VQ : lui-même) : Liam Bouchard (saisons 1 à 3 - invité saison 4)
- Ehren Kassam (VF : Gabriel Bismuth-Bienaimé ; VQ : Nicolas Bacon) : Ross Kalighi
- Lovell Adams-Gray (en) (VF : Gwendal Anglade ; VQ : Nicholas Savard L'Herbier) : Dwayne Allen (saison 1 - invité saison 2)
- Tamara Podemski (en) (VF : Emmanuelle Rivière ; VQ : Manon Leblanc) : Alison Trent (saisons 1 à 3)
- Kiley May (en) (VF : Déborah Claude ; VQ : Annie Girard) : River Baitz (depuis saison 2 - invité saison 1)
- Olunike Adeliyi (VF : Annie Milon ; VQ : Cynthia Trudel) : Noor Armias (saison 2)
- Mark Taylor (en) : Clark Coleman (saison 3 - invité saison 4)
- Uni Park (VF : Patricia Spehar) : Dr Melanie Lum-Davis (saison 3)
- Jon De Leon (VF : Gilduin Tissier) : Dennis Garcia (saison 4 - invité saison 3)
- Thom Allison (en) : Dr Elijah Thompson (saison 4)

### Acteurs récurrents
- Saad Siddiqui (VF : François Bergeron) : Dr Neil Sharma (saisons 1 à 3)
- Nicola Correia-Damude (VF : Karine Texier) : Kelly Hart (saison 2)
- Jonathan Tan : Dr Luca Cheng (VQ : Geoffrey Vigier) (depuis saison 3)
- Sarah Podemski (VF : Chantal Baroin) : Kirima Rite (depuis saison 3)
- Jennifer Dale (VF : Isabelle Auvray) : Peggy, la mère de Jenny et la femme de Gordon (saisons 3 à 4)
- Nicholas Campbell (VF : Gérard Sergue) : Gordon Cooper, le père de Jenny et le mari de Peggy (depuis saison 4)

 Source et légende : version française (VF) sur RS Doublage et Doublage Séries Database
 Source et légende : version québécoise (VQ) sur Doublage.qc.ca 

## Production

### Développement
Coroner a été développé pour la télévision par Morwyn Brebner à partir de la série de romans policiers de Matthew Hall, et produit par Muse Entertainment, Back Alley Film et Cineflix Studios, avec Adrienne Mitchell comme productrice exécutive et réalisatrice principale.
La première saison se compose de huit épisodes. Après le final de la première saison, CBC a renouvelé la série pour une deuxième saison de huit épisodes le 25 mars 2019. La troisième saison a été annoncée le 26 mai 2020, et diffusée à partir du 3 février 2021.
Le 2 juin 2021, CBC a annoncé que la série avait été renouvelée pour une quatrième saison. La production a commencé sur la quatrième saison de douze épisodes en juillet 2021, et en novembre, il a été annoncé que la quatrième saison devait être diffusée le 6 janvier 2022.
En juin 2022, Sally Catto, directrice générale de CBC, a annoncé que Serinda Swan avait décidé de quitter la série et que des options étaient en cours de discussion avec des producteurs afin de poursuivre la série.

## Épisodes

### Première saison (2019)
1. Roméo et Juliette (Black Dog): Jenny Copper enquête sur le probable suicide de deux adolescents en prison.
2. En mille morceaux (Bunny): Le corps d'un baron de la drogue, Vic Stanton, couvert de bris de verre est découvert. Amateur de soirée libertines entre notables, il aurait organisé une soirée où se trouvait un lapin.
3. Démembré (Scattered): Le corps de Gideon Kamau, professeur à l'université, est retrouvé dans la forêt, coupé en morceaux. Une affaire plus ancienne qui semble liée retient l'attention de Jenny.
4. De sang froid (Quick or Dead): Jenny et Donovan McAvoy font le lien avec l'affaire en cours, quand un nouveau corps est découvert. Ils suspectent Dylan Lee et Randall Jeffries qui sont sur le point de quitter la ville.
5. Au fond du puits (All's Well): Jenny découvre un cadavre dans le puits de son jardin, le jour de Thanksgiving. Avec le concours de Liam, elle descend l'examiner.
6. Crève-cœur (Confetti Heart): Pour sa première enquête publique, Jenny est mandatée pour réexaminer 3 dossiers du Dr Peterson. Des incohérences lui sautent aux yeux.
7. Irradié (The Suburbs): Jenny est mise en quarantaine quand elle se blesse en examinant un corps irradié.
8. Je te vois (Bridges): Le Dr Peterson est mort. Dwayne et Jenny sont chargés de l'examen. Un mouchoir maculé de crachats et une côte gravée lient l'affaire à celle des os de cochons trouvés par Donovan. Ce qui les mène sur la piste d'un agriculteur.

### Deuxième saison (2020)
1. L'Incendie (Fire): L'incendie d'un immeuble tue un homme tandis que sa femme en réchappe. Leur tout jeune fils reste introuvable. Jenny enquête, malgré des crises de somnambulisme et l'addiction au traitement prescrit par son psy.
2. Frontières (Borders): Un jeune homme est découvert écrasé sur une route. L'enquête s'oriente vers un accident d'avion. Donovan poursuit l'enquête sur l'incendie de l'immeuble et rencontre une femme qui aide les victimes de violences conjugales.
3. Les Sœurs Crispr (Crispr Sistr): Dans un laboratoire, où sont menées des études sur la maladie à corps de Lewy, le corps d'un chercheur est découvert.
4. À même le sol (Unburied): Le meurtre d'un agent immobilier amène à la découverte du corps momifié d'une femme. Donovan confie à Jenny son attirance pour Noor, qui vivait dans le même immeuble que Kelly Hart, la femme qui a perdu son mari et son enfant dans l'incendie de l'immeuble sur lequel il enquête toujours.
5. La Famille d'accueil (One Drum): Une église subit un attentat à l'arme à feu. Un jeune homme en est témoin. Les crises de somnambulisme de Jenny s'aggravent et ont de lourdes conséquences.
6. John (The Flipside): Donovan transmet le dossier d'une disparue à Jenny, pour qu'elle l'étudie durant son séjour en clinique du sommeil.
7. Monster in the House : Jenny met le doigt sur la cause des bouleversements qui l'agitent.
8. Fire, Part 2: Kelly sait qu'elle est menacée. Donovan et Jenny s'activent pour rassembler le plus de preuves possibles pour la confondre.

### Troisième saison (2021)
1. Bobby (Bobby)
2. En fleur (In Bloom)
3. Esprits (Spirits)
4. Eyes up
5. Back to the Future
6. No Justice, No Peace
7. Round and Round
8. Blue Flock
9. Christmas Eve
10. Christmas Day

### Quatrième saison (2022)
1. Émergence (Emerge)
2. Raccourcis (Cutting Corners)
3. Surveillance de quartier (Neighbourhood Watch)
4. Bout de chou (Heartbeet)
5. La Transformation (Degargoony)
6. As du basket (Young Legend)
7. Le Tueur du pont (True Crime)
8. Legend (LJND)
9. Un toit, c'est un droit (Our Home on Native Land)
10. Vermine (Safe Space)
11. Retour vers le passé (Blast to the Past)
12. La Mort, encore et toujours (Death Goes On)